# Falukorv
Falukorv là một loại xúc xích (từ tiếng Thuỵ Điển: korv có nghĩa là "xúc xích") có nguồn gốc từ Falun, Thuỵ Điển. Nó được làm từ hỗn hợp thịt heo hun khói và thịt bò hoặc thịt bê, trộn với bột khoai tây, hành tây, muối và các loại gia vị nhẹ. Falukorv là món ăn được chế biến sẵn, có nghĩa là nó có thể ăn nguội mà không cần chế biến thêm.

## Mô tả
Falukorv được phân loại ở Thụy Điển vừa là loại bräckkorv (xúc xích nấu chín nhẹ) vừa là emulsionskorv (xúc xích nhũ hoá) . Đây được xem là một sản phẩm tiêu biểu của Thụy Điển và là nguyên liệu phổ biến trong nhiều món ăn thuộc ẩm thực Thụy Điển. Từ năm 1973, thuật ngữ "Falukorv" đã được bảo hộ theo luật của EU như một sản phẩm có xuất xứ và công thức cụ thể.
Theo quy định về thực phẩm của Thụy Điển, falukorv phải chứa ít nhất 45% thịt (có thể bao gồm thịt heo, thịt bò hoặc thậm chí là thịt ngựa); tuy nhiên, nhiều phiên bản thương mại trên thị trường thường chứa tỷ lệ thịt cao hơn.  Hàm lượng thịt được công bố cũng bao gồm chất béo tự nhiên và nước có trong thịt thịt. Cơ quan Thực phẩm Thụy Điển quy định lượng mô liên kết (như gân) có thể được phép bao gồm, đồng thời đặt ra giới hạn tối đa về hàm lượng chất béo cho thịt heo và thịt bò sử dụng trong quá trình sản xuất.
Theo truyền thống, falukorv có hình dạng cong, đây là kết quả tự nhiên của việc sử dụng vỏ xúc xích tự nhiên. Trong những năm gần đây, các phiên bản falukorv thẳng cũng đã được sản xuất, chủ yếu để sử dụng trong dịch vụ phujc vụ ăn uống quy mô lớn, nhưng hầu hết người tiêu dùng vẫn ưa chuộng dạng cong truyền thống.

## Lịch sử
Lịch sử của falukorv bắt nguồn từ mỏ đồng Falun vào thế kỷ XVI và XVII, nơi da bò được sử dụng làm dây thừng và một phần thịt còn lại sau khi giết mổ được ướp muối, hun khói và dùng để làm xúc xích. 
Truyền thống chế biến thịt theo cách này đã được người bán thịt Anders Olsson phục hồi vào cuối thế kỷ 19, người đã khởi xướng việc phát triển loại falukorv hiện đại, sử dụng hỗn hợp thịt heo và thịt bò hoặc thịt bê.

## Các biến thể

### TSG falukorv
Là một loại xúc xích phổ biến, falukorv có trạng thái "Đặc sản truyền thống được bảo đảm" (Traditional Speciality Guaranteed – TSG) tại EU, Vương quốc Anh và Na Uy. Theo luật của EU, do đó có những hạn chế đối với những sản phẩm được phép dán nhãn là "falukorv". Chỉ bột khoai tây được phép sử dụng làm chất kết dính, đồng thời lượng thịt không được thấp hơn 45%, mặc dù hầu hết các nhãn hiệu falukorv đều có tỷ lệ thịt cao hơn đáng kể. Tuy nhiên, trạng thái TSG không yêu cầu xúc xích phải được sản xuất tại Falun (nơi xuất xứ). 

### Middagskorv
Vì có trạng thái TSG, chỉ những loại xúc xích được làm theo công thức cụ thể mới được gọi là falukorv; sản phẩm không được phép sử dụng bất kỳ nguyên liệu thay thế nào. Do đó, các nhà sản xuất dùng thuật ngữ middagskorv (xúc xích dùng trong bữa tối) để mô tả các biến thể, chẳng hạn như xúc xích có hàm lượng chất béo thấp 9% thay vì tiêu chuẩn 23%, hoặc các phiên bản làm từ thịt gà, hay thuần chay được chế biến từ protein đậu nành, đậu Hà Lan, khoai tây hoặc quorn.